# Aurora Altisent i Balmas
Aurora Altisent i Balmas (Barcelona, 2 de desembre de 1928 - 8 de juny de 2022) fou una pintora, dibuixant i escultora catalana.

## Biografia
Inicia la seva formació artística al costat de la seva mare Carme Balmas i, posteriorment, amb els pintors Ángel López-Obrero (1946) i Ramon Rogent (1951-1958). Participa des de 1948 en nombroses exposicions col·lectives. L'any 1956 fa la seva primera exposició individual, a les Galeries Laietanes de Barcelona. Presenta obres, totes elles dins de la figuració, que manifesten ja les característiques que seran habituals en la seva producció artística. En pintura, expressió netament planimètrica. Anirà evolucionant cap a una difícil simplicitat en les formes, així com la línia va adquirint protagonisme. En l'escultura -disciplina que practicarà amb menys freqüència-, es destaquen els volums insistits i les masses arrodonides, tot eliminant detalls.
A partir del 1972 empra el dibuix, de línia molt depurada, quasi en exclusiva, per donar expressió a la seva nova concepció estètica. Reprodueix espais de la ciutat de Barcelona en tot detall, esdevenint cronista del que l'envolta. Els seus dibuixos, en les seves exposicions a la Sala Gaudí de Barcelona, donen lloc als llibres Barcelona tendra i Botigues de Barcelona, amb texts d'Alexandre Cirici i Pellicer, i Salons de Barcelona amb texts de Josep Maria Carandell, tots ells dissenyats per Toni Miserachs. Posteriorment s'han reeditat en compendi, i traduït al castellà i a l'anglès.
Com a il·lustradora ha publicat a l'editorial La Galera, Tusquets Editors, Edicions 62, Editorial Teide, Editorial Onda, Edicions Proa, Editorial Regàs, Sd Edicions, RqueR Editorial, Lunwerg i Editorial Lumen.
Conserven obra d'Aurora Altisent el Museu Episcopal de Vic, el Museu de l'Hospitalet (L'Hospitalet de Llobregat) i el Museu d'Art de Sabadell.

## Exposicions
- 1956: Galeries Laietanes, Barcelona.
- 1974: Sala Gaudí, Barcelona.
- 1978: Sala Gaudí, Barcelona.
- 1983: Sala Gaudí, Barcelona.

Col·lectives
- 1948: I Saló d'Octubre, Museu d'Art Modern, Barcelona.
- 1949: Saló d'Octubre, Museu d'Art Modern, Barcelona.
- 1949: Nou Art, Cicle experimental, Galeria El Jardín, Barcelona.
- 1951: I Bienal Hispanoamericana de Arte, Madrid.
- 1953: Exposició del Retrat Actual, Reial Cercle Artístic, Barcelona.
- 1953: II Bienal Hispanoamericana de Arte, Madrid.
- 1957: Saló d'Octubre, Museu d'Art Modern, Barcelona.
- 1958: III Exposición de Pintura Tina del Port, Museu de l'Empordà, Figueres.
- 1958-1969: Saló de Maig, Hospital de la Santa Creu, Barcelona.
- 1959: I Saló de Novembre, Barcelona.
- 1961: II Saló de Març d'Art actual, València.
- 1962, 1965, 1968, 1971: Saló femení d'Art actual, Sala Municipal d'Exposicions, Barcelona.
- 1981: Bienal de Düsseldorf, Alemanya.
- 1982: 6 Artistes catalans, Stadische Kunstgalerie de Bochum, Alemanya.
- 1982: 30 Il·lustradors catalans, Banco Exterior, Barcelona.
- 1982: L'Home i el seu environament, Facultat de Dret, Universitat de Barcelona.
- 1983: Galeria Tramontan, França.
- 1984: A B Galeria d'Art, Granollers.
- 1985: Art-Sud, Toulouse, França.
- 1985: Galeria Nomen, Barcelona.
- 1986: Art dels anys 80, Catalunya Centre d'Art, Girona.
- 1987: Àmbit Galeria d'Art, Barcelona.
- 1987: Sala Jaimes, Barcelona.
- 1988: Art-Sud, Toulouse, França.
- 1990: Inici, Enric Cassany Sala d'Art, Andorra.
- 1997: Idees per un tub, Galeria Maria Salvat, Barcelona.
- 1997: Art Expo, Galeria Francesc Mestre Art, Fira de Barcelona.
- 2003: Catalunya país de dibuixants, Canònica de Sta Maria de Vilabertràn, Alt Empordà.

## Reconeixements
- 2000: Medalla d'Honor de Barcelona, Ajuntament de Barcelona.[13]
- 2002: Medalla d'Or al Mèrit Artístic, Ajuntament de Barcelona.